# Koffiepad

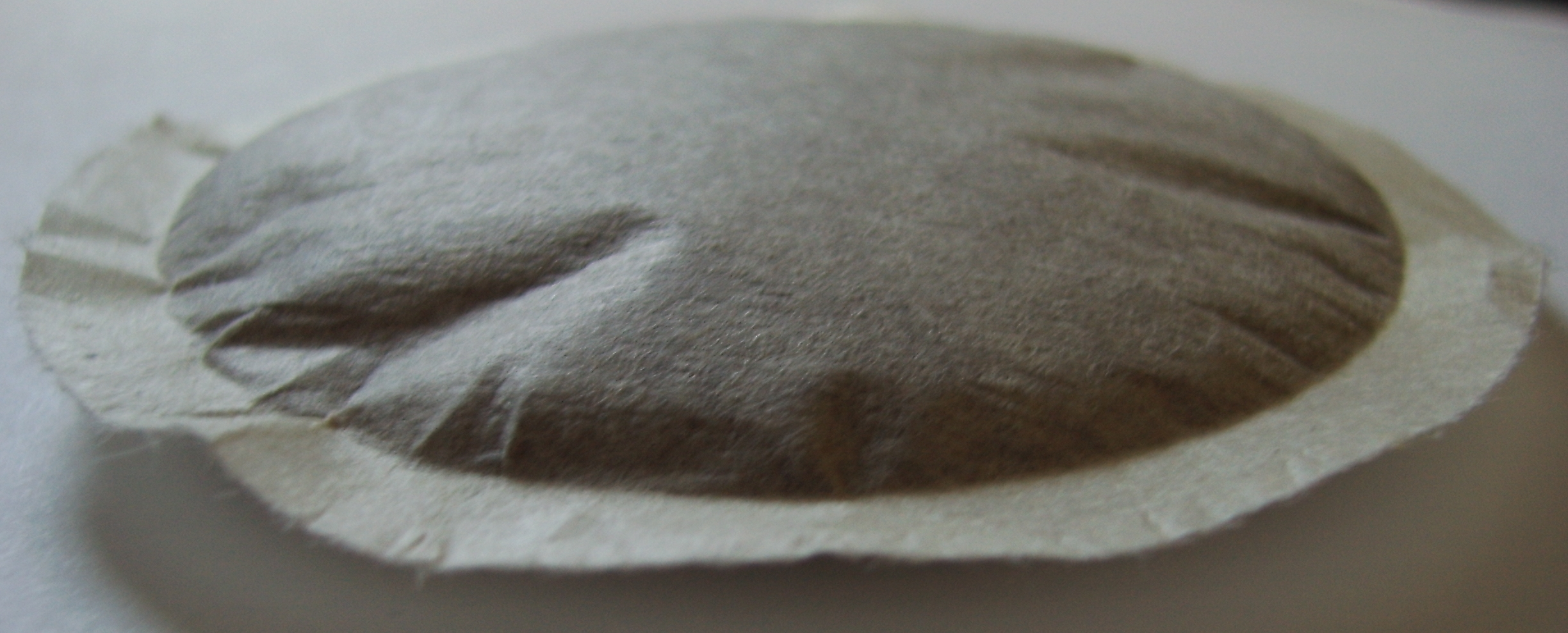
Koffiepad

Koffiepads zijn filters met daarin gemalen koffie voor pad-koffiezetapparaten. Het woord is een combinatie van het Nederlandse woord "koffie" en het Engelse woord "pad" (uitspraak als in het Engels: pæd volgens het IPA), hetgeen "kussentje" betekent. Echter, in Engelstalige landen wordt het woord pod (capsule) gebruikt in plaats van pad. Van vrijwel alle merken horen de gebruikte pads weggegooid te worden hij het restafval (en dus niet bij gft/compost) aangezien de pads kunststofvezels bevatten waarmee de randen dichtgesealed worden.

## Illy
De eerste koffiepads werden ontwikkeld door Illy. Dit zijn espressopads: de E.S.E. (Easy Serving Espresso) voor espressomachines.

## Senseo
In 2001 introduceerde Douwe Egberts koffiepads voor het in samenwerking met Philips ontwikkelde Senseo-koffieapparaat. De samenwerking van Douwe Egberts en Philips, waarbij elke firma een onderdeel van een nieuw product maakt (koffiepads door Douwe Egberts en de koffiezetapparaten door Philips) en daarna in de marketing ervan deelneemt met o.a. naamvermelding, past in een trend die ook bij andere producten wordt waargenomen. Douwe Egberts kreeg in 2005 in Europa het octrooi toegewezen voor Senseokoffiepads; sindsdien heeft het bedrijf met diverse concurrenten een licentieovereenkomst gesloten. Het octrooi werd op 31 augustus 2006 ongeldig verklaard omdat het te weinig innovatief zou zijn. Inmiddels zijn er koffiepads van allerlei verschillende merken verkrijgbaar.
De koffiepads voor Senseo-koffieapparaten zien er aan de bovenkant plat uit en aan de onderkant een beetje bol. Ze zijn verkrijgbaar in verschillende smaken van diverse merken. Pads voor de Senseo bevatten 7 à 8 gram gemalen koffie.
Als alternatief voor de kant-en-klare koffiepads heeft men de keuze uit hervulbare pads of het zelf maken van pads.

### Varianten

#### Theepads
In 2006 werd door Pickwick de theepad voor het Senseo-apparaat geïntroduceerd onder de naam T-pad. Een speciale theepadhouder voorkwam de vorming van een schuimlaag op de thee. De T-pad werd geen succes; na enkele jaren nam Pickwick de theepadhouders en de bijbehorende theepads uit de handel.

#### Cappuccinopads

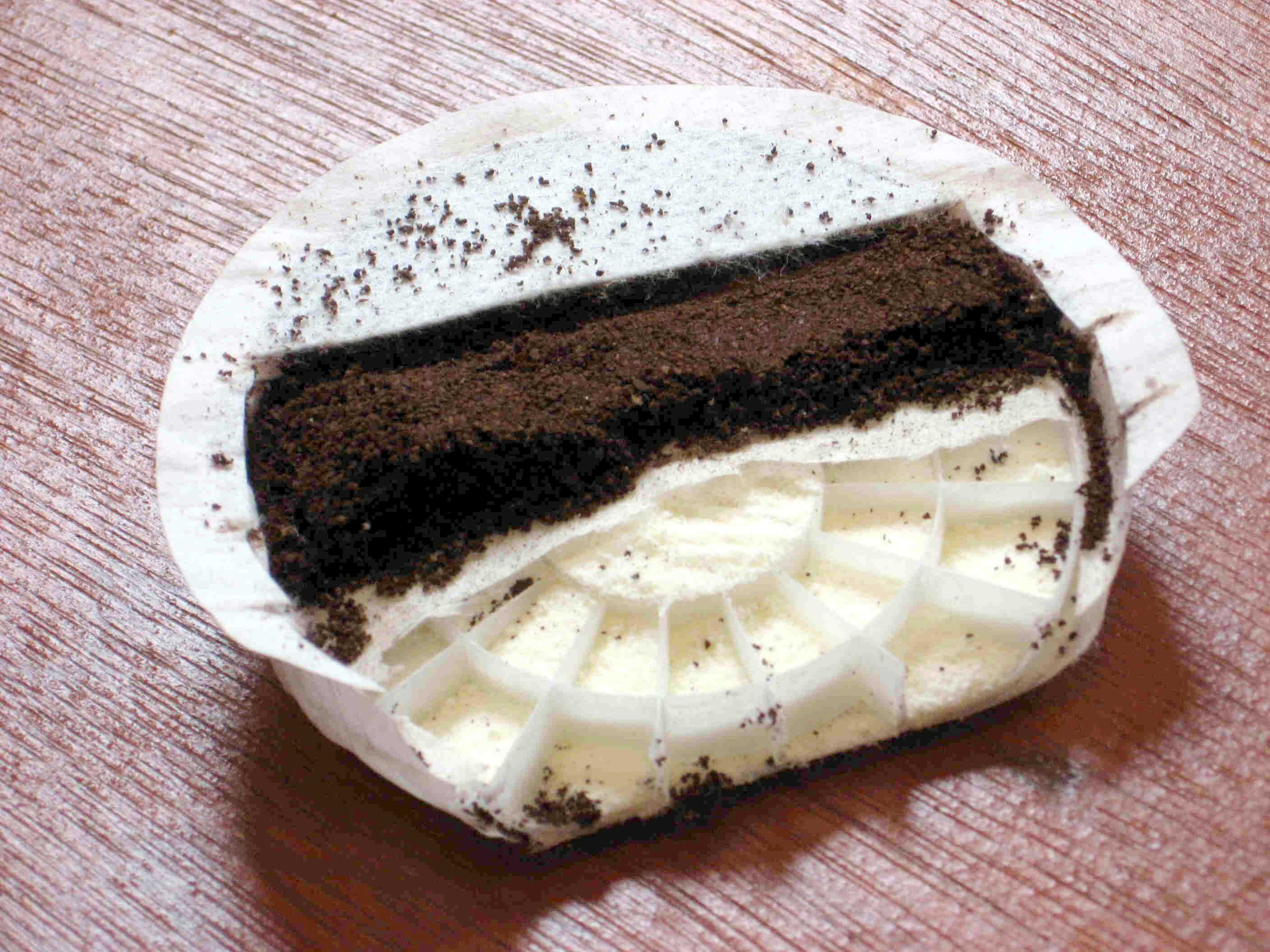
cappuccinopad, met een laag melkpoeder

Douwe Egberts levert sinds 2006 cappuccinopads. Deze bestaan uit twee lagen, waarvan de bovenste een gewone koffiepad is, en de onderste een plastic raampje dat melkpoeder bevat.

#### Espressopads
Sinds 2006 brengt Douwe Egberts espressopads met bijbehorende padhouder op de markt. Eerst in Duitsland, en vanaf oktober 2007 ook in Nederland. De bijbehorende padhouder laat minder water door (80 in plaats van 120 ml), zodat de koffie sterker is. De fabrikant vermeldt dat deze Senseo Typ Espresso geen echte espresso is omdat de pomp de vereiste hoge druk niet haalt.

#### Chocolademelkpads

doorsnede van chocomelpad, met stroomrichting

Sinds september 2007 levert Friesland Foods chocolademelkpads, gevuld met chocoladeconcentraat, waarmee de Senseo warme chocolademelk met een schuimlaag kan maken. De chocomelpad is een mengkamer waarin het hete water en het concentraat door diverse gaatjes en kanalen worden geperst om een goede menging te bewerkstelligen. Deze pads hebben een soort piramideachtige vorm, waardoor ook voor deze pads een speciale padhouder nodig is. Deze zit vaak in de verpakking van de chocolademelkpads en dient zelf in elkaar gezet te worden.